# Койданово (станция)
Ко́йданово (бел. Койданава) — железнодорожная станция Минского отделения Белорусской железной дороги на линии Минск — Барановичи, расположенная в городе Дзержинске Минской области, который является административным центром Дзержинского района. Станция расположена в 38 километрах от Минска между остановочными пунктами Станьково и Дзержинск.

## История
В 1871 году был построен железнодорожный участок Осиновка — Минск — Брест Московско-Брестской железной дороги (с 1912 года — Александровская), первый поезд по которому прошёл 28 ноября 1871 года. В результате строительных работ 1891—1892 годов железнодорожная магистраль стала двухпутной. Несмотря на это, железнодорожная станция в местечке Койданово, появилась только в 1906 году, вместе с которой возведено двухэтажное здание железнодорожного вокзала, первым начальником станции стал А.Ф. Абрам. В 1909 году при железнодорожной станции проживали 15 жителей.
Во время Первой мировой войны с лета 1915 года город находился в прифронтовой зоне, а с весны 1916 года станцию неоднократно бомбили немецкие самолёты. В марте 1917 году в городе был образован Совет солдатских депутатов и большевистский комитет, а в ноябре этого же года установлена советская власть.  В ноябре—декабре 1918 года город был оккупирован кайзеровскими войсками, после чего в город на непродолжительное время вернулись большевики. В июне 1919 года в ходе советско-польской войны город был оккупирован польскими войсками, которые сожгли город в июле 1920 года, в результате которого пострадало и здание вокзала.
29 июня 1932 года город Койданово был переименован в Дзержинск — в честь Ф.Э. Дзержинского, несмотря на это, станция расположенная в городе сохранила своё первоначальное название. 
В ходе Великой Отечественной войны станция с 28 июня 1941 года по 7 июля 1944 года находилась под контролем немецко-фашистских войск. С осени 1941 года до 1943 года гитлеровцы привозили на станцию эшелоны с евреями из оккупированных земель Западной Европы (Германии, Чехословакии и Польши). Сначала эти эшелоны прибывали в Минск, где часть евреев размещали в Минском гетто, а остальных сразу везли на станцию станцию Койданово, откуда людей отправляли в урочище Рыжавка, где осуществлялись массовые убийства евреев. На территории Дзержинского района, на железнодорожных станциях Негарелое, Койданово и Фаниполь были созданы филиалы лагеря для советских военнопленных (шталаг—352), расположенного в Масюковщине. 6 июля 1944 года Советская армия освободила город Дзержинск, а вместе с ним и станцию Койданово.
В 1975 году была проведена электрифицикация станции переменным током (~25 кВ) в составе участка Минск — Столбцы.

## Устройство станции

### Путевое хозяйство
На станции имеются семь путей, из которых один является тупиковым, а также около десятка стрелочных переводов. От станционных путей также отходят несколько ответвлений к промышленным предприятиям города, таким как РПУП «Дзержинское ЖКХ», УП «Белсельстройсервис», ЗАО «Северсталь Дистрибуция», ОАО «Дзержинский райагросервис» и УП «МАВ».

### Грузовая инфраструктура
На станции осуществляются приём и выдача грузов, допускаемых к хранению на открытых площадках станций, железнодорожных путях необщего пользования, а также, требующих хранения в крытых складах станций. Имеются прирельсовая высокая платформа-склад для одновременной выгрузки семи вагонов, повышенный путь вместимостью семь вагонов, с площадкой для хранения грузов размером 435 метров.  Переработка крупнотоннажных контейнеров, осуществляется козловым краном грузоподъемностью 10 тонн с подкрановой площадкой 150×22 метра. На станции расположены множество крытых складов. Также на станции находится 5-й околоток Минской дистанции пути и пост ЭЦ.

### Пассажирская инфраструктура
Для обслуживания пассажиров используются три низкие прямые платформы, длиною по 260 метров, из которых одна — боковая и две островные. Пересечение железнодорожных путей осуществляется по четырём наземным пешеходным переходам, здание вокзала с билетными кассами и залом ожидания расположено на основной платформе в направлении Барановичей. Возле станции, для обслуживания пассажиров расположены три продуктовых магазина, автомобильная стоянка и стоянка такси.

## Пассажирское сообщение
Через станцию ежедневно проходят и выполняют остановку множество электропоездов региональных линия эконом- и бизнес-класса, а также поезда дальнего следования межрегиональных линий. Восемь пар поездов следуют от Койданово до станции Столбцы и восемь пар электричек до Барановичей-Полесских. Транзитную остановку совершают поезда региональных (бизнес-класса) и межрегиональных линий направлений Гомель — Гродно, Брест — Полоцк, Брест — Вилейка, Витебск — Гродно, Гродно — Минск, Брест — Минск и Гродно — Минск. Время в пути до Минска составляет — 50 минут, до Столбцов — 50 минут, до Барановичей — в среднем 2 часа 10 минут.
Возле вокзала на Вокзальной улице расположено разворотное кольцо городского общественного пассажирского транспорта. Автобусы ОАО «Миноблавтотранс» следуют до центра города, в посёлок Макавчицы и Дягильно, микрорайоны Родники и Железнодорожный, районы улиц Чкалова, Кольцевой, Минской и Протасова. Маршрутные такси частных перевозчиков следуют до деревень Станьково, Путчино и в Минск.

## В музыке
Станции посвящена песня белорусской рок-группы Бонда «На станцыі Койданава» (с бел. На станции Койданово), автором слов которой является Адам Глобус — уроженец Дзержинска. На эту же песню в 1989 году был записан один из первых белорусских видеоклипов.